# Ѐ
Ѐ (kleingeschrieben ѐ) (Е mit Gravis) ist ein kyrillisches Zeichen, das vor allem in der mazedonischen Sprache (seltener auch in serbischen und kirchenslawonischen Texten) zur Unterscheidung von identischen Wörtern mit verschiedener Bedeutung verwendet wird. Bis vor kurzem war der Gravis auch als Betonungszeichen in Verwendung; in dieser Rolle wurde das Zeichen jedoch von Е́ (Е mit Akut) verdrängt.

## Zeichenkodierung
| Standard  | Standard    | Majuskel Ѐ                            | Minuskel ѐ                          |
| --------- | ----------- | ------------------------------------- | ----------------------------------- |
| Unicode   | Codepoint   | U+0400                                | U+0450                              |
| Unicode   | Name        | CYRILLIC CAPITAL LETTER IE WITH GRAVE | CYRILLIC SMALL LETTER IE WITH GRAVE |
| UTF-8     | UTF-8       | D0 80                                 | D1 90                               |
| XML/XHTML | dezimal     | &#1024;                               | &#1104;                             |
| XML/XHTML | hexadezimal | &#x0400;                              | &#x0450;                            |